# Ellen Schlootz (Schauspielerin)
Ellen Schlootz (* 20. November 1973 in Wetzlar) ist eine deutsche Schauspielerin.

## Leben
Ellen Schlootz stand in ihrer Jugend regelmäßig auf den Brettern der Städtischen Bühnen Frankfurt. Nach dem Abitur zog sie für ein Jahr nach Bordeaux, Frankreich, um bildende Kunst und Bildhauerei zu studieren. 1995 begann sie ihr Schauspielstudium an der Universität der Künste Berlin, das sie 1999 beendete. Ihr erstes Engagement führte sie ans Düsseldorfer Schauspielhaus, wo sie unter anderem unter der Regie von Thomas Bischoff, Kazuko Watanabe und Patrick Schlösser arbeitete. Es folgte ein festes Engagement am Deutschen Theater Berlin, wo sie mit Regisseuren wie Robert Wilson, Stephan Kimmig und Konstanze Lauterbach arbeitete. Parallel zu Gastauftritten am Maxim-Gorki-Theater und Projekten in der freien Szene wirkte sie in zahlreichen Produktionen für Kino und Fernsehen mit. 2005 übernahm sie eine der Hauptrollen in dem Vierteiler Das Geheime Leben Der Spielerfrauen,  spielte an der Seite von Christian Ulmen in Dr. Psycho und wirkte zuletzt in dem preisgekrönten Kinofilm Oh Boy von Jan-Ole Gerster mit.
Ellen Schlootz lebt in Berlin.

## Filmografie (Auswahl)

### Kino
- 2001: Viktor Vogel – Commercial Man, Regie: Lars Kraume
- 2001: Baader
- 2002: Lichter, Regie: Hans-Christian Schmid
- 2004: Tage aus Nacht (Kurzfilm)
- 2006: Die Aufschneider, Regie: Carsten Strauch
- 2007: Das Fremde in mir
- 2010: Simplify Your Soul, Regie: Markus Boestfleisch
- 2012: Oh Boy, Regie: Jan-Ole Gerster

### Fernsehen
- 2003: Saniyes Lust
- 2004: Schloß Einstein
- 2004: SOKO Wismar – Doppelt hält schlechter
- 2005: Das geheime Leben der Spielerfrauen
- 2006: Dr. Psycho, Regie: Ralph Huettner
- 2007: R. I. S. – Die Sprache der Toten
- 2007: Volles Haus (Sitcom)
- 2008: SOKO Wismar – Kölbachs letzter Wille
- 2009: Der Landarzt – Abgeschirmt
- 2015: Zweimal lebenslänglich
- 2015: Das weiße Kaninchen
- 2017: Zarah – Wilde Jahre[2]
- 2017: SOKO Wismar – Für die Tonne
- 2019: Ein verhängnisvoller Plan
- 2019: In aller Freundschaft – Die jungen Ärzte – Aus der Nähe
- 2019: Der Kriminalist – Scherbentod
- 2022: Die Heiland – Wir sind Anwalt – Brandstiftung
- 2022: Tatort: Katz und Maus
- 2024: Dünentod – Tod auf dem Meer